# Firlus (przystanek kolejowy)
Firlus – przystanek kolejowy w Firlusie, w gminie Papowo Biskupie, w powiecie chełmińskim, w województwie kujawsko-pomorskim.

## Ruch pasażerski
| Rok  | Wymiana pasażerska na dobę |
| ---- | -------------------------- |
| 2017 | 50-99                      |
| 2022 | 50-99                      |

## Połączenia
Wszystkie połączenia obsługiwane są przez konsorcjum Arriva RP.
- Brodnica
- Grudziądz
- Toruń Główny